# Lauwerecht
Lauwerecht is een buurt in de wijk Noordoost in Utrecht, de hoofdstad van de Nederlandse provincie Utrecht. In de Lauwerecht ligt een straat met dezelfde naam. Voorheen was Lauwerecht (meestal gespeld als Lauwenrecht) een buitengerecht en een zelfstandige plattelandsgemeente.
Vandaag de dag maakt Lauwerecht als buurt onderdeel uit van de subwijk Votulast, waarvan de naam een verzameling is van de eerste twee letters van de buurten Vogelenbuurt, Tuinwijk, Lauwerecht en de  Staatsliedenbuurt.
Lauwerecht is ontstaan door lintbebouwing op de oostoever van de Vecht, vanaf de Utrechtse binnenstad. De buurt wordt in het zuiden begrensd door de Utrechtse binnenstad (Weerdsingel), in het westen door de Vecht, in het noorden door de spoorlijn tussen station Utrecht Centraal en station Overvecht en in het oosten door de Talmalaan en de Hopakker.
De buurt is sinds de stadsvernieuwingsprojecten in de jaren 80 fors van uiterlijk veranderd. Tegenwoordig zijn zowel de Staatsliedenbuurt als Lauwerecht, aan weerszijden van de Talmalaan gelegen, wijken die op veel vlakken ondergemiddeld scoren. Lauwerecht, aan de westkant van de Talmalaan, bestaat voornamelijk uit sociale woningbouw, voornamelijk langs de straten Lauwerecht, Verenigingstraat, Verenigingdwarsstraat en de Talmalaan.

## Gerecht en gemeente
In vroegere eeuwen was de Lauwerecht een buitengerecht in de stadsvrijheid. Tussen dit gerecht en de stad lag nog de ommuurde voorstad Bemuurde Weerd. Vanaf de middeleeuwen werd brandgevaarlijke bedrijvigheid buiten de stad geplaatst. Vooral de aardewerkindustrie kwam in de Bemuurde Weerd en gaandeweg nog noordelijker in de Lauwerecht terecht. In de 16e en 17e eeuw werden er stenen tabakspijpen in de Lauwerecht vervaardigd.

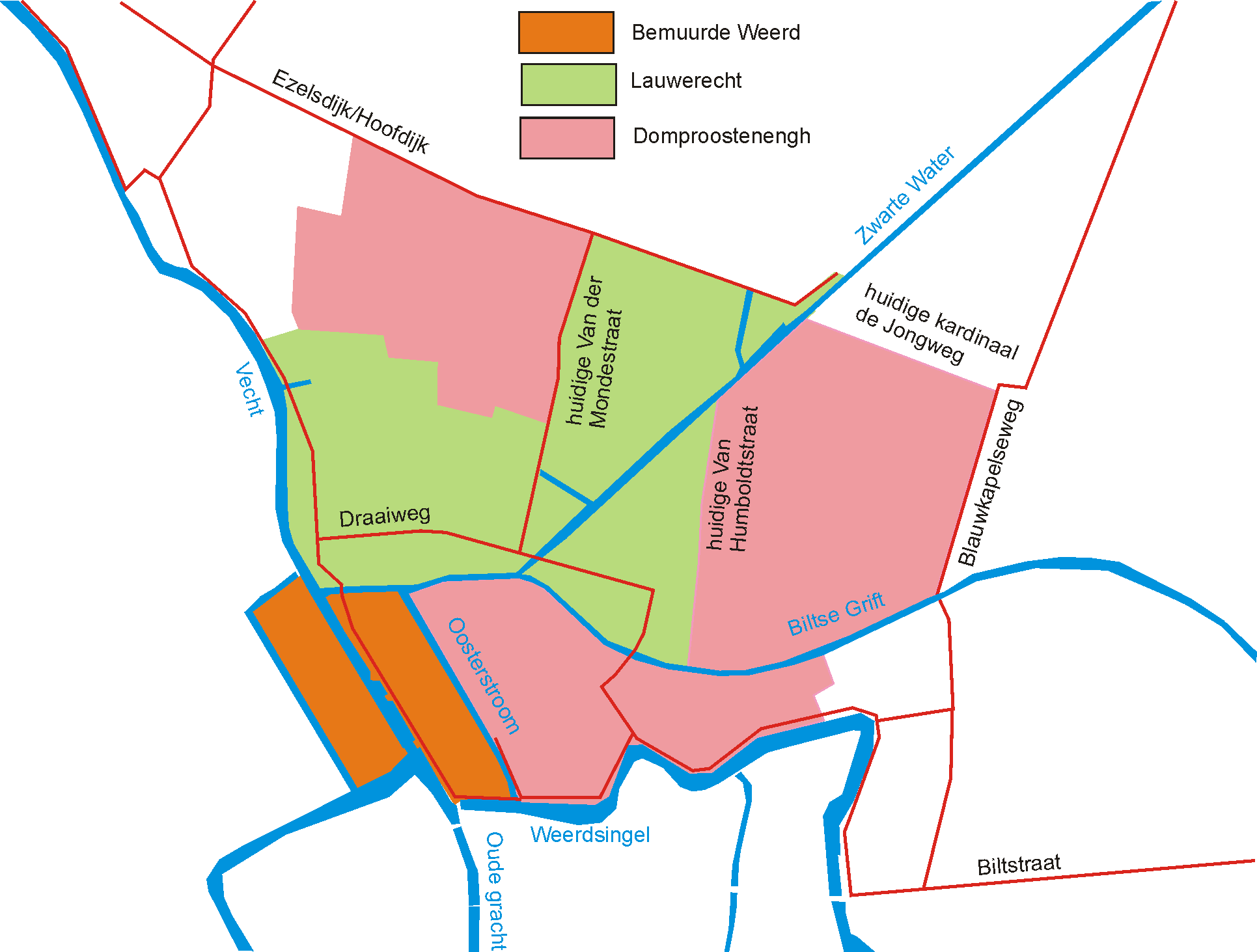
Kaart van de gerechten Lauwerecht en Domproosteneng

Per 1 januari 1818 werd de gemeente Lauwerecht losgemaakt van de gemeente Utrecht. De gemeente bestond vrijwel geheel uit het grondgebied van de opgeheven gerechten Bemuurde Weerd, Lauwerecht, Domproosteneng, Hogelanden, Nieuwe Weerd, Nijenoord, Pijlsweerd en de Proosdij van Sint-Jan. Als westelijke grens werd de Amsterdamsestraatweg aangehouden in plaats van de historische grenzen. Op 1 augustus 1823 werd de gemeente bij Utrecht gevoegd.
Lauwerecht was geen volwaardige gemeente, want de bewoners vielen voor de burgerlijke stand onder de gemeente Utrecht.